# Renigunta
Renigunta är en ort i Indien.   Den ligger i distriktet Chittoor och delstaten Andhra Pradesh, i den södra delen av landet, 1 700 km söder om huvudstaden New Delhi. Renigunta ligger 118 meter över havet och antalet invånare är 25 895.
Terrängen runt Renigunta är platt åt sydost, men åt nordväst är den kuperad. Runt Renigunta är det tätbefolkat, med 343 invånare per kvadratkilometer. Närmaste större samhälle är Tirupati, 9,1 km väster om Renigunta. Omgivningarna runt Renigunta är en mosaik av jordbruksmark och naturlig växtlighet.